# Jaida Benjamin
Jaida-Iman Benjamin (* 30. Dezember 1994 in Charlotte, North Carolina) ist eine US-amerikanische Schauspielerin.

## Leben
Jaida-Iman Benjamin wurde am 30. Dezember 1994 in Charlotte, North Carolina geboren. Schon sehr früh in ihrer Schauspieler Karriere hatte sie eine Rolle in dem Fernsehfilm Halloween Special: Bad Things, Good Things.
Im Jahr 2008 wurde Jaida mit der Auszeichnung American Girl of the Year geehrt.
Am 19. Februar 2022 wurde Jaida als vermisst gemeldet. Ihre Mutter Jocinda veröffentlichte darauf einen Instagram Post mit der Beschreibung „Ich hätte nie gedacht, dass ich jemals diese Art von Post machen muss. Mein Baby ist verschwunden, bitte helft mir, sie zu finden. Ich kann nicht atmen“. Der The Walking Dead Schauspieler Vincent Ward teilte diesen Beitrag ebenfalls und wies darauf hin, dass er bereits mehrfach mit Jaida gearbeitet hat. Am 22. Februar 2022 gab das Los Angeles Police Department gegenüber The Hollywood Reporter bekannt, dass Jaida wieder aufgefunden wurde und nun in Sicherheit sei. Wo sie war, ist zurzeit noch nicht bekanntgegeben worden. Ihre Tante postete in den sozialen Medien einen Post mit der Beschreibung „Jaida ist wieder mit ihrer Familie vereint!!!! Vielen Dank!“.

## Filmografie
- 2007: Halloween Special: Bad Things, Good Things (Fernsehfilm)
- 2011: The Onion News Network (Fernsehshow, 1 Folge)
- 2012: Austin & Ally (Fernsehserie, 1 Folge)
- 2012: Clued-Less (Fernsehserie, 1 Folge)
- 2013: Southland (Fernsehserie, 1 Folge)
- 2013: Life of a King (Kinofilm)
- 2014: How Human Are You? (Fernsehserie, 1 Folge)
- 2014: Liv und Maddie (Liv and Maddie, Fernsehserie, 1 Folge)
- 2015: Daddy (Kinofilm)
- 2017: Criminal Minds: Beyond Borders (Fernsehserie, 1 Folge)
- 2017: Mittendrin und kein Entkommen (Stuck in the Middle, Fernsehserie, 2 Folgen)
- 2017: Foursome (Fernsehserie, 2 Folgen)
- 2018: The Fosters (Fernsehserie, 1 Folge)
- 2018: Insecure (Fernsehserie, 2 Folgen)
- 2018: Christmas Everlasting (Fernsehfilm)
- 2019: Verrückt nach dir (Mad About You, Fernsehserie, 1 Folge)
- 2019–2021: Familienanhang (Family Reunion, Fernsehserie, 2 Folgen)
- 2020: Murder in the Vineyard (Kinofilm)
- 2020: The Step Daddy (Kinofilm)
- 2021: Christmas with My Ex (Kinofilm)